# Quadricoma magnafenestra
Quadricoma magnafenestra is een rondwormensoort uit de familie van de Desmoscolecidae. De wetenschappelijke naam van de soort is voor het eerst geldig gepubliceerd in 1998 door Decraemer W..